# Rupicapnos
Rupicapnos Pomel – rodzaj roślin z rodziny makowatych (Papaveraceae) i podrodziny dymnicowych Fumarioideae. Obejmuje 7 gatunków występujących w południowej Hiszpanii oraz w Afryce północno-zachodniej. Gatunek typowy tego rodzaju nie został desygnowany. 

## Morfologia
Byliny i rośliny jednoroczne o modrozielonym kolorze mięsistych i łamliwych pędów, tworzących gęste niskie poduchy. Grona tworzą nibybaldachy o długich szypułkach. Kwiaty z okwiatem barwy białej do czerwonej lub fioletowej. Szypułki wydłużają się podczas owocowania i wciskają owoce w szczeliny podłoża (rośliny geokarpiczne). Owoc kulistawy, jednonasienny, pokryty jest grubym, twardym i szorstkim egzokarpem. 

## Systematyka
Pozycja systematyczna
Rodzaj z podrodziny dymnicowych Fumarioideae, rodziny makowatych Papaveraceae zaliczanej do rzędu jaskrowców (Ranunculales) i wraz z nim do okrytonasiennych.
Wykaz gatunków
- Rupicapnos africana (Lam.) Pomel
- Rupicapnos longipes (Coss. & Durieu) Pomel
- Rupicapnos muricaria Pomel
- Rupicapnos numidica (Coss. & Durieu) Pomel
- Rupicapnos ochracea Pomel
- Rupicapnos sarcocapnoides (Coss. & Durieu) Pomel